# Moyenneurs
Nel periodo delle guerre di religione chiunque cercò una soluzione per comporre i dissidi incontrò grandi difficoltà.
Così, quando nel 1549 Carlo V impose con l'Interim di Augusta la sospensione dei conflitti ed il congelamento delle posizioni acquisite, in attesa della risoluzione delle controversie dottrinali, i capi religiosi delle Chiese in lotta reagirono con asprezza.
Una polemica violenta colpì le posizioni intermedie di coloro che si sforzavano di ristabilire la concordia.
Mentre da Roma si gridava allo scandalo perché l'imperatore cristiano autorizzava gli eretici protestanti a mantenere le loro forme di culto e di dottrina, Giovanni Calvino attaccò duramente quelli che definì i "moyenneurs", ossia quanti appunto cercavano di raggiungere intese pacifiche tra i contendenti: ai suoi occhi erano più pericolosi dei papisti.
La pace era certamente una bene importante, ma assai più importante era la salvaguardia della purezza della parola di Dio.
Durante le guerre di religione in Francia il partito dei "mediatori" era rappresentato da Michel de l'Hôspital, che parlando davanti agli Stati generali di Orléans nel 1560 espose il suo programma volto a restaurare la concordia civile al di sopra delle divisioni religiose.
Egli contava sull'appoggio autorevole di Caterina de' Medici e del cardinale di Lorena.
Così si fece promotore di un "colloquio di religione", un mezzo già impiegato in Germania intorno al 1540.
Tra il settembre e l'ottobre 1561, a Poissy, prelati cattolici e dottori dell'Università della Sorbona si sedettero di fronte a ministri inviati da Ginevra per discutere sulla possibilità di cancellare gli abusi liturgici e dottrinali che impedivano l'intesa.
Tuttavia Giovanni Calvino spingeva il suo rappresentante a Poissy, Teodoro di Beza, alla rottura; né il desiderio dei cattolici presenti al colloquio, come l'autorevole gesuita [Diego Laínez], andava in direzione diversa.
La voce dei moyenneurs si fece sentire nell'editto promulgato da Caterina de' Medici a Saint-Germain-en-Laye nel gennaio 1562, ove si affermava che, nell'attesa di una vera concordia religiosa che solo Dio poteva procurare, era volontà sovrana che si concedesse piena libertà di culto e di coscienza ai protestanti in tutto il Paese, con la sola esclusione delle città.
Questo voleva dire che, per la prima volta, ai protestanti era riconosciuto il diritto di non partecipare alla messa ed ai riti cattolici senza che ciò causasse loro alcun problema.
Ma l'opposizione degli intransigenti scattò immediatamente.
I parlamenti rifiutarono la registrazione dell'editto; si chiese e si ottenne una presa di posizione ufficiale del sovrano in cui questi affermava che l'editto non rappresentava un'approvazione della religione protestante.
Lo stesso Michel de l'Hospital dovette dichiarare davanti al parlamento di Parigi che l'editto era uno scandalo volto ad evitare uno scandalo peggiore.
Perché la tolleranza diventasse un valore, se non assoluto almeno relativo, agli occhi dei testimoni dell'epoca ci sarebbero voluti trent'anni di stragi.